# グランプリ・シクリスト・ド・モンレアル2013
グランプリ・シクリスト・ド・モンレアル2013（Grand Prix cycliste de Montréal 2013）は、グランプリ・シクリスト・ド・モンレアルの4回目のレース。2013年9月15日に行われた。

## 参加チーム
UCIプロチーム
| チーム名                         | 国籍           | コード |
| -------------------------------- | -------------- | ------ |
| AG2R・ラ・モンディアル           | フランス       | ALM    |
| アルゴス・シマノ                 | オランダ       | ARG    |
| アスタナ                         | カザフスタン   | AST    |
| ベルキン                         | オランダ       | BEL    |
| BMC・レーシングチーム            | アメリカ合衆国 | BMC    |
| キャノンデール                   | イタリア       | CAN    |
| エウスカルテル・エウスカディ     | スペイン       | EUS    |
| FDJ.fr                           | フランス       | FDJ    |
| ガーミン・シャープ               | アメリカ合衆国 | GRS    |
| カチューシャ                     | ロシア         | KAT    |
| ランプレ・メリダ                 | イタリア       | LAM    |
| ロット・ベリソル                 | ベルギー       | LTB    |
| モビスター・チーム               | スペイン       | MOV    |
| オリカ・グリーンエッジ           | オーストラリア | OGE    |
| オメガファーマ・クイックステップ | ベルギー       | OPQ    |
| レディオシャック・レオパード     | ルクセンブルク | RLT    |
| チーム・サクソ - ティンコフ      | デンマーク     | TST    |
| チームスカイ                     | イギリス       | SKY    |
| ヴァカンソレイユ・DCM            | オランダ       | VCD    |

招待チーム
- ヨーロッパカー　（ フランス、EUC）
- カナダナショナルチーム　（ カナダ、CAN）

## 成績
- 12.6㎞ Ｘ 17周

| 順位 | 選手名                         | 国籍       | チーム                       | 時間          |
| ---- | ------------------------------ | ---------- | ---------------------------- | ------------- |
| 1    | ペーター・サガン               | スロバキア | キャノンデール               | 5時間20分07秒 |
| 2    | シモーネ・ポンツィ             | イタリア   | アスタナ                     | +04秒         |
| 3    | ライダー・ヘシェダル           | カナダ     | ガーミン・シャープ           | 同            |
| 4    | フレフ・ファンアヴェルマート   | ベルギー   | BMC・レーシングチーム        | +07秒         |
| 5    | フィリッポ・ポッツァート       | イタリア   | ランプレ・メリダ             | 同            |
| 6    | ルイ・コスタ                   | ポルトガル | モビスター・チーム           | 同            |
| 7    | エンリコ・ガスパロット         | イタリア   | アスタナ・チーム             | 同            |
| 8    | ラーシュ・ペター・ノードハウグ | ノルウェー | ベルキン                     | +09秒         |
| 9    | ヨン・イサギレ                 | スペイン   | エウスカルテル・エウスカディ | 同            |
| 10   | ヤン・バケランツ               | ベルギー   | レディオシャック・レオパード | 同            |